# سطح آب
سطح آب که به عنوان ارتفاع‌سنج آب نیز شناخته می‌شود، ارتفاع سطح آزاد یک دریا، نهر، دریاچه یا مخزن نسبت به یک نقطه عمودی مشخص است. سنجنده سطح آب (دستگاه)، دستگاهی است که از سطح آب مایع برای ایجاد یک صفحه مرجع افقی محلی استفاده می‌کند.